# Petkovščica
Petkovščica je ponikalni potok, ki izvira vzhodno od naselja Petkovec v občini Logatec. Zbira vode iz okolice Zaplane. Ob deževju se Petkovščici v izdatnih količinah izlivata še leva pritoka Marinčeva grapa in Turkova grapa. Petkovščica ponikne severno od Pustega polja, se podzemno združi z vodami Rovtarice se pod Logaškim poljem združuje s potokom Logaščica, del vode pa podzemno odteče k izvirom potoka Bela in tako tvori povirno mrežo Ljubljanice.